# Professional Karate Association

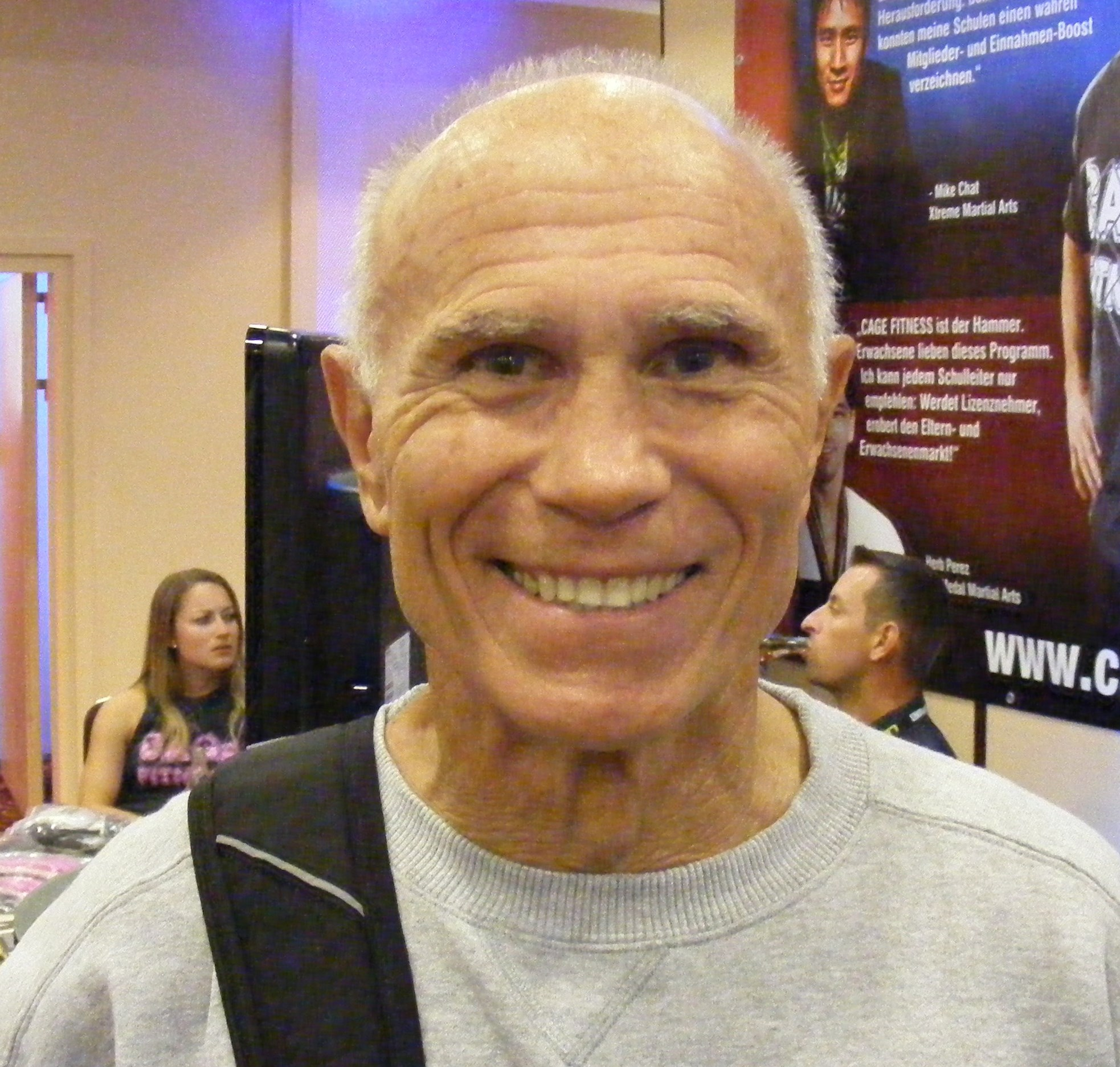
Bill Wallace, le champion du monde Karaté en 2011

La Professional Karate Association (PKA) est la structure ayant créé et promu le full-contact karaté (kickboxing sans coup de pied bas - low kick) dans le monde dès 1974. Elle se nomme aujourd’hui Professional Kickboxing Association. En 1986, elle s'est scindée en deux branches : la "Professional Karate Commission" (PKC) et l'"International Sport Kickboxing Association" (ISKA). Cette dernière est une des plus connues dans le monde (plus de 130 pays) au même titre que la World Kickboxing Association (WKA) fondatrice du Kick-boxing avec coup de pied bas (low kick) aux États-Unis en 1976.

## Historique

### La révolution du karaté américain
Le premier héros fut le karatéka Joe Lewis, qui disputa le premier match de « karaté » avec des gants de boxe. Un nouveau style de combat était né. Lentement, cette forme sportive se structura, des rencontres s’organisèrent un peu partout et Howard Hanson, organisateur et ceinture noire de Karaté Shorin-Ryu, eut l’idée d’organiser les combats sur un ring plutôt que sur un tatami. Il fallait une fédération pour régir ce nouveau sport, la première fut la «Professional Karate Association» (P.K.A.) fondée par Mike Anderson et les époux Don et Judy Quine. Cette fédération avait pour objectif de coordonner et de promouvoir cette discipline au niveau professionnel dans le monde entier. Mike Anderson à cette époque dirigeait la revue «Professional Karate Magazine» et organisait la « Top ten national » à l’issue de laquelle des sommes importantes étaient distribuées aux vainqueurs. Cette forme de compétition a été introduite en France par le karatéka français Dominique Valéra à la fin des années 1970, sous le nom de « Full-contact », appelée plus tard « Boxe américaine » suivant des directives ministérielles. 